# Tsuji Nozomi
Sugiura Nozomi (杉浦 希美 (Sam Phố Hi Mĩ) Sugiura Nozomi), còn được biết với nghệ danh và tên khai sinh Tsuji Nozomi (辻 希美 (Thập Hi Mĩ) Tsuji Nozomi) (sinh ngày 17 tháng 6 năm 1987) là một nhân vật giải trí, ca sĩ và blogger người Nhật Bản. Năm 2000, cô bắt đầu sự nghiệp với tư cách ca sĩ cho nhóm nhạc nữ Nhật Bản Morning Musume. Sau đó Tsuji gặt hái thành công với các tiểu nhóm Mini Moni và W. Cô còn tham gia vào các nhóm shuffle 10-nin Matsuri, Odoru 11, 11Water, H.P. All Stars, cũng như là thành viên của tiểu dự án Morning Musume là Morning Musume Otomegumi.

## Thân thế
Tsuji sinh ra ở Tokyo, Nhật Bản. Cô là con thứ hai và là con út trong hai cô con gái.

## Sự nghiệp

### 2000–2004: Morning Musume và Mini Moni
Năm 2000, lúc Tsuji 12 tuổi, cô đã đi thử giọng cho nhóm nhạc pop Morning Musume. Nhà sản xuất nhóm Tsunku lúc đầu định chỉ chọn ba thành viên; Ishikawa Rika, Yoshizawa Hitomi và Kago Ai đã được chọn. Ông đã quyết định đưa thêm Tsuji làm thành viên thứ tư, tạo nên thế hệ thứ tư của Morning Musume. "Happy Summer Wedding" được phát hành vào ngày 17 tháng 5 năm 2000, đánh dấu sự ra mắt của Tsuji chỉ một tháng trước khi cô bước sang tuổi 13. Vào tháng 1 năm 2001, cô thành lập Mini Moni cùng với Yaguchi Mari và Kago Ai.
Là hai thành viên nhỏ tuổi nhất của nhóm, cô và Kago đảm nhận vai những gây rối hiếu động của Morning Musume. Cả hai đã có mặt trong một cuốn sách ảnh tổng hợp của bộ đôi vào tháng 5 năm 2002, Tsuji Kago. Người hâm mộ nhanh chóng nhận ra họ, gọi họ là "The Twins", dựa trên ngoại hình và tính cách giống nhau của hai người. Hai người đều giữ những tính cách này trong những năm đầu tiên tham gia Morning Musume, nhưng đến năm 2003, các thành viên nhỏ tuổi hơn đã gia nhập nhóm; Kago và Tsuji đã cố gắng duy trì tình bạn bền chặt của họ. Họ còn được gọi là "Two Top" trong chương trình truyền hình hài Mecha-Mecha Iketeru!: trong một tập "kỳ thi cuối kỳ" đặc biệt có Morning Musume tham gia, hai người đều là những người kém hiểu biết nhất khi được đưa ra những câu đố vui bất ngờ về một số vấn đề ở trường cấp lớp, Tsuji là người kém hiểu biết nhất và Kago đứng thứ hai, kết quả là Tsuji được trao vương miện Bakajo, nghĩa là "cô nàng ngốc nghếch".
Từ tháng 1 năm 2003 đến tháng 6 năm 2003, cô là người giữ kỷ lục thế giới tạm thời trong Sách Kỷ lục Guinness thế giới về việc quay vòng lắc eo lớn nhất (12,5 m). Cô giành lại danh hiệu vào tháng 1 năm 2004 và đồng giữ nó với Kago cho đến tháng 9 năm 2005, khi Ashrita Furman của Brooklyn, Thành phố New York phá kỷ lục của họ. Tsuji cũng là thủ môn cho Gatas Brilhantes HP, đội futsal của Hello! Project.
Vào tháng 11 năm 2003, Tsuji (lúc ấy 16 tuổi) đã phát hành cuốn sách ảnh cá nhân đầu tiên của mình là Nono. Tháng 5 năm 2004, Tsunku thông báo về việc tốt nghiệp của cả Tsuji và Kago khỏi Morning Musume và thành lập nhóm W, với thành viên là cặp đôi này. Ngày 1 tháng 8 năm 2004, họ chính thức tốt nghiệp Morning Musume. Cô xuất hiện trong một số tập của bộ phim truyền hình năm 2005 của Mini Moni, Brementown Musicians. Nhân dịp Giáng sinh đặc biệt, Tsuji đã đóng góp cho Hello! Project Shirogumi, cuối cùng khởi động một tour diễn vào tháng 12 năm 2005 tên là ~A HAPPY NEW POWER! ~ Concert Tour.

### 2005–2007: W
Vào tháng 2 năm 2006, những bức ảnh Kago hút thuốc đã được đăng trên tạp chí Friday .Tranh cãi đã dấy lên vì cô ấy chưa đủ hai tuổi so với độ tuổi hút thuốc hợp pháp của Nhật Bản; ngay sau đó Hello! Project đã đưa ra một thông cáo báo chí, nói rằng nữ ca sĩ đã bị "đình chỉ vô thời hạn". Lệnh cấm kéo dài cả năm. Trong thời gian này, cô không được phép nói chuyện với Kago và tiếp tục xuất hiện trên truyền hình.
Trang web chính thức của Hello! Project thông báo vào ngày 30 tháng 1 năm 2007 rằng Tsuji sẽ lồng tiếng với tư cách khách mời cho anime Chō Gekijōban Keroro Gunsō 2: Shinkai no Princess de Arimasu!. Cô đã được lên kế hoạch đóng đôi cùng với Ishikawa Rika trong vở kịch "When Will You Return?" (『いつの日君帰る』 Itsu no Hi Kimi Kaeru), mở màn vào ngày 4 tháng 5 năm 2007 tại Nhà hát Nissei ở Tokyo, nơi cô sẽ biểu diễn cho đến ngày 22, nhưng do bệnh viêm dạ dày ruột, sau cùng cô đã được thay thế bởi Yoshizawa Hitomi.
Tháng 3 năm 2007, sau khi Kago Ai hủy hợp đồng với Hello! Project, W tan rã. Vài tuần sau, tin tức về đơn vị mới của Tsuji, Gyaruru được công bố. Dự án được cho có sự tham gia của Tsuji cùng với Tokito Ami và Sone Gal. Tsuji lồng tiếng cho Athena trong bộ phim hoạt hình Robby & Kerobby, và phát hành đĩa đơn "Koko ni Iruzee!" vào tháng 5 năm 2007 với tư cách là nhân vật, đây là một bản cover bài hát cùng tên của Morning Musume.

### 2007–2010: Sự nghiệp solo và viết blog, hôn nhân và gia đình
Ngày 19 tháng 6 năm 2008, Tsuji xuất hiện tại sự kiện Yuko Nakazawa Birthday Live 2008, cô là người trao một chiếc bánh sinh nhật cho Nakazawa. Ngày 30 tháng 1 năm 2009, Tsuji khởi động một blog trực tuyến trên Ameba, tiêu đề thường được gọi là Non Peace or Non Piece (のんピース). Trang blog đã được đón nhận nồng nhiệt và nhanh chóng trở thành một trong những blog phổ biến nhất trên trang web. Một cuộc khảo sát vào tháng 5 năm 2009 kết luận rằng cô được các nữ sinh trung học cơ sở và trung học Nhật Bản bình chọn là "Người mẹ tuyệt vời nhất". Tsuji đã biểu diễn tại Hello Pro Award '09 ~Elder Club Sotsugyō Kinen Special~ vào ngày 1 tháng 2 năm 2009, buổi biểu diễn hòa nhạc đầu tiên của cô sau gần hai năm.

### 2011–nay: Sách và đứa con thứ hai
Ngày 17 tháng 6 năm 2011, nhân sinh nhật tuổi 24, Tsuji đã phát hành một cuốn sách gồm các bài tiểu luận qua Kodansha Limited, Non-chanpuru -mother- . Cuốn sách tập trung vào những kinh nghiệm và lời khuyên của cô ấy liên quan đến việc làm mẹ. Tsuji đã nói rằng cô ấy muốn có thêm con.
Vào ngày 25 tháng 12 năm 2011, có thông tin cho rằng Tsuji đang sống ly thân với Suguira do vấn đề tài chính cá nhân, mặc dù tin đồn ly hôn đã bị phủ nhận. Công ty quản lý của Tsuji phản bác rằng việc sắp xếp cuộc sống là để chuẩn bị cho việc cô trở lại làng giải trí toàn thời gian và không liên quan gì đến tình trạng hôn nhân của cô.

## Đời tư
Tháng 5 năm 2007, cô thông báo đính hôn với Sugiura Taiyo, người cô đã gặp gỡ 11 tháng trước. Cô cũng xác nhận đang mang thai. Một cuộc họp báo đã được tổ chức trong đó cả hai nghệ sĩ bày tỏ lời xin lỗi đến công chúng, bên cạnh những lời khen ngợi và chỉ trích đến từ các nghệ sĩ nổi tiếng khác. Yoshizawa Hitomi (người làm việc cùng với Tsuji khi cả hai còn tham gia Morning Musume) đã thay thế cô ấy và buộc phải học tất cả các lời thoại cần thiết cho When Will You Return? trong một khoảng thời gian tương đối ngắn. Wada Akiko cho biết: "Cô ấy nói rằng cô ấy hẹn hò với một chàng trai, chuẩn bị kết hôn, sau đó tiết lộ rằng cô ấy có thai. Tất cả đều quá gọn gàng. Đúng là đứa trẻ không có tinh thần trách nhiệm." Tsuji bình luận: "Tôi sẽ trở lại với công chúng lúc mọi thứ lắng xuống sau khi sinh con". Abe Asami buộc phải nhận vị trí của Tsuji trong Gyaruru, và Niigaki Risa cuối cùng đã đóng vai Athena trong Robby & Kerobby. Tsuji kết hôn với Sugiura vào ngày 21 tháng 6 năm 2007.
Cô ấy đổi tên thành Sugiura Nozomi (杉浦 希美 Sugiura Nozomi) , nhưng vẫn tiếp tục sử dụng tên khai sinh của mình làm tên hành nghề. Hai vợ chồng có bốn người con.

## Danh sách đĩa nhạc

### Đĩa đơn
| # | Tên                                 | Ngày phát hành      |
| - | ----------------------------------- | ------------------- |
| 1 | "Koko ni Iruzee!" (ここにいるぜぇ!) | 16 tháng 5 năm 2007 |

### Album
| # | Tên                                                    | Ngày phát hành       |
| - | ------------------------------------------------------ | -------------------- |
| 1 | "Minna Happy! Mama no Uta" (みんなハッピー!ママのうた) | 24 tháng 11 năm 2010 |

### Đĩa phát hành kỹ thuật số
| # | Tên                                                              | Ngày phát hành      |
| - | ---------------------------------------------------------------- | ------------------- |
| 1 | "Bokutachi, Zespri Kiwi da ne." (ぼくたち、ゼスプリキウイだね。) | 15 tháng 9 năm 2009 |

## Sự nghiệp diễn xuất

### Điện ảnh
- Mini Moni ja Movie: Okashi na Daibōken! (2002)
- Keroro Gunso the Super Movie 2: The Deep Sea Princess (超劇場版 ケロロ軍曹２ 深海のプリンセスであります！ Chō Gekijōban Keroro Gunsō 2 Shinkai no Purinsesu de Arimasu!?) (2007)
- Tokumei Sentai Go-Busters the Movie: Protect the Tokyo Enetower! (2012)

### Truyền hình
- Hello! Morning (ハロー！モーニング。?) (2000–2007)
- Futarigoto (二人ゴト?)
- Angel Hearts (2002)
- Mini Moni's Brementown Musicians (ミニモニ。でブレーメンの音楽隊 Minimoni de Bremen no Ongakutai?) (2004)
- Quiz! Hexagon II (クイズ！ヘキサゴンII?) (2009–)
- Tokumei Sentai Go-Busters (2012 – tập 44)
- Inazuma Eleven

## Ấn phẩm

### Sách ảnh
| # | Tựa sách                                                                            | Ngày phát hành       | Nhà xuất bản | ISBN                   | Thông tinsách ảnh        |
| - | ----------------------------------------------------------------------------------- | -------------------- | ------------ | ---------------------- | ------------------------ |
| – | Nozomi Tsuji/ Kago Ai Shashinshū – "Tsuji Kago" (辻希美・加護亜依写真集 「辻加護」) | 22 tháng 5 năm 2002  | Wani Books   | ISBN 4-8470-2710-8     | Sách ảnh đôi với Kago Ai |
| 1 | Tsuji Nozomi Shashinshū "Nono" (辻希美写真集 「のの♥」)                             | 10 tháng 11 năm 2003 | Wani Books   | ISBN 4-8470-2782-5     | Sách ảnh solo đầu tiên   |
| 2 | Tsuji Nozomi Shashinshū "Non no 19" (辻希美写真集 「のんの19」)                     | 18 tháng 11 năm 2006 | Takeshobo    | ISBN 978-4-8124-2953-2 | Sách ảnh solo thứ hai    |
| 3 | Tsuji Nozomi Shashinshū "Ribbon Days" (辻希美『辻ちゃんのリボンDays』)              | 10 tháng 10 năm 2009 | Takeshobo    | ISBN 978-4-8470-1878-7 | Sách ảnh solo thứ ba     |

### Khác
| Tựa   | Ngày phát hành      | Nhà xuất bản       |
| ----- | ------------------- | ------------------ |
| U+U=W | 4 tháng 12 năm 2004 | Takeshobo Co., Ltd |